# Conner Mooneyham
Pas d'image ? Cliquez ici

a Compétitions nationales et continentales officielles uniquement.

Dernière mise à jour le 27 février 2023.
Conner Mooneyham, né le 28 mars 1996 à Rocklin, est un joueur américain de rugby à XV. Il évolue avec les Seawolves de Seattle en Major League Rugby.

## Biographie
Natif de Rocklin en Californie, il débute le rugby à 12 ans, au sein d'un des clubs de la localité voisine de Granite Bay, le Sierra Foothills RC. Il se tourne vers le rugby car son père l'a pratiqué durant ses études, au sein de l'université de San Diego. Il joue aussi avec l'équipe de son lycée, le Rocklin High School (en). Il quitte ensuite la Californie pour le Texas, et rejoint le Magnolia High School (en). Après ses études, il intègre l'université Life (en) en 2014, où il dispose d'une bourse pour intégrer les Running Eagles. En 2016, après un titre national universitaire (en), il part en mission en Argentine pour l'église de Jésus-Christ des saints des derniers jours. Il s'établit principalement à Cordoba, mais vit aussi à San Francisco, Catamarca et Río Cuarto. Durant ses deux années en Argentine, il ne joue pas au rugby. A son retour, il réintègre les Running Eagles et décroche un nouveau titre universitaire en 2019. Il quitte l'université en 2020, diplômé d'un Bachelor of business administration.
En 2020, il participe à la première draft universitaire organisée par la Major League Rugby. Il entre alors dans l'histoire de la ligue en devenant le premier joueur drafté, étant choisi par la nouvelle franchise des Jackals de Dallas. Mais les Jackals doivent reculer leur arrivée dans la ligue d'une saison. Il est donc libéré, et est sélectionné lors d'une draft de dispersion par les Gilgronis d'Austin. Il prend une part importante dans l'effectif d'Austin, disputant 12 rencontres lors de sa première saison. Ses bonnes prestations lui permettent d'intégrer l'effectif américain pour la tournée d'été de fin de saison, mais il ne peut disputer de rencontre à cause d'une blessure.
Il retrouve la sélection au terme de la saison 2022, au cours d'une tournée de développement des Falcons en Afrique du Sud, le Toyota Challenge (en). Après la disparition des Gilgronis, il est d'abord recruté par Rugby ATL lors de la draft de dispersion. Mais Atlanta ne le conserve pas, et l'échange aux Seawolves de Seattle contre une part de salary et le choix de troisième tour de draft.

## Palmarès
- Division 1-A (en) 2016, 2019